# Список родів птахів
|  | Службовий список статей, створений для координації робіт з розвитку теми. Це попередження не встановлюється на інформаційні списки і глосарії. |

Список родів птахів:

## A
- Малахітовий колібрі (Abeillia)
- Війчик (Abroscopus)
- Абурі (Aburria)
- Медолюб-дзвіночок, (Acanthagenys)
- Гостродзьоба вівсянка (Acanthidops)
- Стрілець (Acanthisitta)
- Шиподзьоб (Acanthiza)
- Медолюб-шилодзьоб (Acanthorhynchus)
- Острівний кущовик (Acanthornis)
- Яструб (Accipiter)
- Калао (Aceros)
- Малий скельник (Achaetops)
- Майна (Acridotheres)
- Acrobatornis
- Очеретянка (Acrocephalus)
- Цяткований тапакуло (Acropternis)
- Синьогруда цесарка (Acryllium)
- Острівний альціон (Actenoides)
- Сибія (Actinodura)
- Набережник (Actitis)
- Африканська якана (Actophilornis)
- Плямистоволий колібрі (Adelomyia)
- Неоарктична пірникоза (Aechmophorus)
- Довгохвоста синиця (Aegithalos)
- Йора (Aegithina)
- Волохатий сич (Aegolius)
- Еготело (Aegotheles)
- Гриф (Aegypius)
- Буроголовий погонич (Aenigmatolimnas)
- Чагарниковий великоніг (Aepypodius)
- Бура салангана (Aerodramus)
- Строкатий серпокрилець (Aeronautes)
- Aethia
- Сіпарая (Aethopyga)
- Африканський павич (Afropavo)
- Агамія (Agamia)
- Нерозлучник (Agapornis)
- Рудокрилий вашер (Agelaioides)
- Еполетник (Agelaius)
- Чорна цесарка (Agelastes)
- Варілеро (Agelasticus)
- Колібрі-золотожар (Aglaeactis)
- Колібрі-сильф (Aglaiocercus)
- Гохо (Agriornis)
- Нявкун (Ailuroedus)
- Пінсон (Aimophila)
- Мандаринка (Aix)
- Пікір (Alaemon)
- Alario
- Жайворонок (Alauda)
- Гагарка (Alca)
- Рибалочка (Alcedo)
- Альципа (Alcippe)
- Жовтобородий свистун (Aleadryas)
- Кеклик (Alectoris)
- Alectroenas
- Ятапа (Alectrurus)
- Східний великоніг (Alectura)
- Алєте (Alethe)
- Алістер (Alisterus)
- Люрик (Alle)
- Антильський пересмішник (Allenia)
- Чубатий бюльбюль-бородань (Alophoixus)
- Рудоголова ластівка (Alopochelidon)
- Нільська каргарка (Alopochen)
- Амадина (Amadina)
- Чиркач (Amalocichla)
- Бенгалик (Amandava)
- Amaurocichla
- Бурий пастушок (Amaurolimnas)
- Багновик (Amaurornis)
- Семілеро (Amaurospiza)
- Амазилія (Amazilia)
- Амазон (Amazona)
- Бразильська чирянка (Amazonetta')'
- Жовтодзьобий касик (Amblycercus)
- Садороб (Amblyornis)
- Білолобий ткачик (Amblyospiza)
- Червоноголовий трупіал (Amblyramphus)
- Багновець (Ammodramus)
- Пустельний жайворонок (Ammomanes)
- Пустельна куріпка (Ammoperdix)
- Золоточуба майна (Ampeliceps)
- Строкатий плодоїд (Ampelioides)
- Андець (Ampelion)
- Вівсянка-пустельниця (Amphispiza)
- Трав'янчик (Amytornis)
- Тікотіко (Anabacerthia)
- Бронзовоспинна нектарка (Anabathmis)
- Філідор-великодзьоб (Anabazenops)
- Торилон (Anairetes)
- Червоноголовий малімб (Anaplectes)
- Криводзьобий пісочник (Anarhynchus)
- Качка (Anas)
- Лелека-молюскоїд (Anastomus)
- Смугастобокий тікотіко (Ancistrops)
- Андигена (Andigena)
- Гачкодзьобий колібрі (Androdon)
- Зелений бюльбюль (Andropadus)
- Зелений флейтист (Androphobus)
- Паламедея (Anhima)
- Змієшийка (Anhinga)
- Андагра (Anisognathus)
- Гіацинтовий ара (Anodorhynchus)
- Зозульчак (Anomalospiza)
- Бразильський ерміт (Anopetia)
- Короткочубий калао (Anorrhinus)
- Бурий крячок (Anous)
- Гуска (Anser)
- Урако (Anseranas)
- Anthipes
- Капська нектарка (Anthobaphes)
- Райдужний колібрі (Anthocephala)
- Медолюб-сережник (Anthochaera)
- Макомако (Anthornis)
- Африканський ремез (Anthoscopus)
- Птах-носоріг (Anthracoceros)
- Колібрі-манго (Anthracothorax)
- Саїманга (Anthreptes)
- Anthropoides
- Щеврик (Anthus)
- Малиновоголовий манакін (Antilophia)
- Анумбі (Anumbius)
- Суматранський трогон (Apalharpactes)
- Нікорник (Apalis)
- Африканський трогон (Apaloderma)
- Apalopteron
- Москверо (Aphanotriccus)
- Білолобик (Aphelocephala)
- Чагарникова сойка (Aphelocoma)
- Раядито (Aphrastura)
- Aphriza
- Кергеленський тайфунник (Aphrodroma)
- Шпак-малюк (Aplonis)
- Папуга-червонокрил (Aprosmictus)
- Королівський пінгвін (Aptenodytes)
- Калаянський пастушок (Aptenorallus)
- Apteryx
- Серпокрилець (Apus)
- Орел (Aquila)
- Ара (Ara)
- Павуколов (Arachnothera)
- Неотропічний пастушок (Aramides)
- Сулавеський пастушок (Aramidopsis)
- Арама (Aramus)
- Аратинга (Aratinga)
- Чагарникова куріпка (Arborophila)
- Бура тимелія (Arcanator)
- Паркетник (Archboldia)
- Рубіновогорлий колібрі (Archilochus)
- Чапля (Ardea)
- Ardenna
- Жовта чапля (Ardeola)
- Велика дрохва (Ardeotis)
- Крем'яшник (Arenaria)
- Аргус (Argusianus)
- Тихоголос (Arremon)
- Риджвея (Arremonops)
- Монарх-голоок (Arses)
- Білоголова ванга (Artamella)
- Ланграйн (Artamus)
- Африканський кравчик (Artisornis)
- Товстодзьоба очеретянка (Arundinax)
- Білоголова віюдита (Arundinicola)
- Пустельна цокалка (Ashbyia)
- Вухата сова (Asio)
- Блакитногорлий момот (Aspatha)
- Канастеро (Asthenes)
- Астрапія (Astrapia)
- Asturina
- Жовтоокий тиранчик (Atalotriccus)
- Тонкодзьоба підкіпка (Atelornis)
- Сич (Athene)
- Заросляк (Atlapetes)
- Гущак (Atrichornis)
- Камерунська ясківка (Atronanus)
- Атагіс (Attagis)
- Амазонійська ластівка (Atticora)
- Атіла (Attila)
- Колібрі-капуцин (Augastes)
- Зелений тукан (Aulacorhynchus)
- Американський ремез (Auriparus)
- Філідор-лісовик (Automolus)
- Шуляк (Aviceda)
- Шилодзьобий колібрі-манго (Avocettula)
- Чернь (Aythya)

## B
- Бурохвоста чагарниця (Babax)
- Американська синиця (Baeolophus)
- Бюльбюль-білохвіст (Baeopogon)
- Baillonius
- Китоголов (Balaeniceps)
- Вінценос (Balearica)
- Бамбукова куріпка (Bambusicola)
- Аркея (Bangsia)
- Чорноголова розела (Barnardius)
- Бартрамія (рід) (Bartramia)
- Рудоголовий момот (Baryphthengus)
- Коронник (Basileuterus)
- Шпак-білощок (Basilornis)
- Батара (Batara)
- Жалівник (Bathmocercus)
- Приріт (Batis)
- Корнудо (Batrachostomus)
- Білочубий калао (Berenicornis)
- Пальмолаз (Berlepschia)
- Малагасійник (Bernieria)
- Чубатий приріт (Bias)
- Білобородий сорокуш (Biatas)
- Сіра савка (Biziura)
- Бюльбюль-довгодзьоб (Bleda)
- Древняк (Blythipicus)
- Колібрі-коронет (Boissonneaua)
- Філіпінський папуга (Bolbopsittacus)
- Катіта (Bolborhynchus)
- Омелюх (Bombycilla)
- Боназа (Bonasa)
- Африканський ібіс (Bostrychia)
- Бугай (Botaurus)
- Короткохвостий ткачик (Brachycope)
- Білогорла якамара (Brachygalba)
- Підкіпка (Brachypteracias)
- Алікорто (Brachypteryx)
- Пижик (Brachyramphus)
- Куцокрил (Bradypterus)
- Казарка (Branta)
- Тіріка (Brotogeris)
- Buarremon
- Алекто (рід) (Bubalornis)
- Пугач (Bubo)
- Єгипетська чапля (Bubulcus)
- Снігар (Bucanetes)
- Червоноголовий барбіон (Buccanodon)
- Лінивка (Bucco)
- Гоголь (Bucephala)
- Гомрай (Buceros)
- Кромкач (Bucorvus)
- Bugeranus
- Бульверія (Bulweria)
- Ґедзеїд (Buphagus)
- Лежень (Burhinus)
- Канюк-рибалка (Busarellus)
- Яструбиний канюк (Butastur)
- Канюк (Buteo)
- Канюк-крабоїд (Buteogallus)
- Танагра-короткодзьоб (Buthraupis)
- Мангрова чапля (Butorides)
- Африканський калао (Bycanistes)

## C
- Cabalus
- Какаду (Cacatua)
- Касик (Cacicus)
- Кукавка (Cacomantis)
- Мускусна качка (Cairina)
- Пустковик (Calamanthus)
- Зебринка (Calamonastes)
- Корибіг (Calamospiza)
- Малий жайворонок (Calandrella)
- Подорожник (Calcarius)
- Алондра (Calendulauda)
- Рудохвоста ванга (Calicalicus)
- Побережник (Calidris)
- Гімалайська армілка (Callacanthis)
- Коральник (Callaeas)
- Перепелиця (Callipepla)
- Колібрі-аметист (Calliphlox)
- Червоноголовий какаду (Callocephalon)
- Болівійська чирянка (Callonetta)
- Чорногорла тапіранга (Calochaetes)
- Строката сойка (Calocitta)
- Caloenas
- Строкатий буревісник, Calonectris
- Куропатиця (Caloperdix)
- Calorhamphus
- Колібрі-білозір (Calothorax)
- Каліпта (Calypte)
- Золотистий бюльбюль (Calyptocichla)
- Смарагдовий рогодзьоб (Calyptomena)
- Корніхон (Calyptophilus)
- Какатоїс (Calyptorhynchus)
- Calyptura
- Пінкис (Camarhynchus)
- Цвіркач (Camaroptera)
- Личинкоїд (Campephaga)
- Дятел-кардинал (Campephilus)
- Дятлик (Campethera)
- Золотистий личинкоїд (Campochaera)
- Лабрадорська качка (Camptorhynchus)
- Тиранчик-тонкодзьоб (Camptostoma)
- Колібрі-шаблекрил (Campylopterus)
- Дереволаз-серподзьоб (Campylorhamphus)
- Різжак (Campylorhynchus)
- Пастушок-сіродзьоб (Canirallus)
- Бородатка (Capito)
- Дрімлюга (Caprimulgus)
- Жовтий тиранчик (Capsiempis)
- Каракара (Caracara)
- Червонолобий пісняр (Cardellina)
- Кардинал (Cardinalis)
- Щиглик (Carduelis)
- Каріама (Cariama)
- Білогузий альціон (Caridonax)
- Зозуля-довгоніг (Carpococcyx)
- Чечевиця (Carpodacus)
- Блаватник (Carpodectes)
- Ягодолюб (Carpornis)
- Короткопалий горобець (Carpospiza)
- Товстодзьобий кардинал (Caryothraustes)
- Іржавець (Casiornis)
- Казуар (Casuarius)
- Плюшівник (Catamblyrhynchus)
- Насіннєїд (Catamenia)
- Пісняр-свистун (Catharopeza)
- Катарта (Cathartes)
- Дрізд-короткодзьоб (Catharus)
- Каньйоновий орішець (Catherpes)
- Catoptrophorus
- Гімалайський фазан (Catreus)
- Рудогуза ластівка (Cecropis)
- Celeus
- Гострохвостий тетерук (Centrocercus)
- Коукал (Centropus)
- Красочуб (Cephalopterus)
- Вогнистоголовий ремез (Cephalopyrus)
- Чистун (Cepphus)
- Горована (Cerasophila)
- Шоломний калао (Ceratogymna)
- Ceratopipra
- Ібіс-довгохвіст (Cercibis)
- Зозуля-довгохвіст (Cercococcyx)
- Ману (Cercomacra)
- Альзакола (Cercotrichas)
- Тасманійська гуска (Cereopsis)
- Cerorhinca
- Підкоришник (Certhia)
- Мочарник (Certhiaxis)
- Комашниця (Certhidea)
- Африканський жайворонок (Certhilauda)
- Строкатий медолюб (Certhionyx)
- Рибалочка строкатий (Ceryle)
- Широкохвістка (Cettia)
- Жовтодзьоба малкога (Ceuthmochares)
- Рибалочка-крихітка (Ceyx)
- Колібрі-іскринка (Chaetocercus)
- Скельник (Chaetops)
- Кіоеа (Chaetoptila)
- Папуанський дронго (Chaetorhynchus)
- Голкохвіст (Chaetura)
- Нектарець (Chalcomitra)
- Червонощока саїманга (Chalcoparia)
- Голуб-зеленокрил (Chalcophaps)
- Новогвінейський лорі (Chalcopsitta)
- Колібрі-тонкодзьоб (Chalcostigma)
- Колібрі-білогуз (Chalybura)
- Американська тимелія (Chamaea)
- Чорна пенелопа (Chamaepetes)
- Товака (Chamaeza)
- Пісочник (Charadrius)
- Чорночубик (Charitospiza)
- Червоно-зелений лорікет (Charmosyna)
- Елепайо (Chasiempis)
- Чайя (Chauna)
- Бонінська чечевиця (Chaunoproctus)
- Вилохвостий шуліка (Chelictinia)
- Ластівкова лінивка (Chelidoptera)
- Chen
- Гриваста качка (Chenonetta)
- Білоспинна ластівка (Cheramoeca)
- Білощокий жайворонок (Chersomanes)
- Жайворонок-серподзьоб (Chersophilus)
- Сніжниця (Chionis)
- Манакін-червононіг (Chiroxiphia)
- Ойсея (Chlamydera)
- Трилер (Chlamydochaera)
- Джек (Chlamydotis)
- Болотяний крячок (Chlidonias)
- Райдужний папужник (Chloebia)
- Каргарка (Chloephaga)
- Chloridops
- Зелений рибалочка (Chloroceryle)
- Чорноок (Chlorocharis)
- Танагра-білозір (Chlorochrysa)
- Жовточеревець (Chlorocichla)
- Chloropeta
- Саї (Chlorophanes)
- Органіст (Chlorophonia)
- Chloropipo
- Зеленчик (Chloropsis)
- Червононога танагра (Chlorornis)
- Зеленник (Chlorospingus)
- Колібрі-смарагд (Chlorostilbon)
- Танагра-широкодзьоб (Chlorothraupis)
- Потюк (Chondestes)
- Гачкодзьобий шуляк (Chondrohierax)
- Анаперо (Chordeiles)
- Дідрик (Chrysococcyx)
- Султанський дзьобак (Chrysocolaptes)
- Колібрі-рубін (Chrysolampis)
- Золотий фазан (Chrysolophus)
- Золотиста тимелія (Chrysomma)
- Каруг (Chrysomus)
- Жовтоголовий танагрик (Chrysothlypis)
- Золотохвостий колібрі-сапфір (Chrysuronia)
- Малий пустковик (Chthonicola)
- Чорнонога каріама (Chunga)
- Ciccaba
- Тирч (Cichladusa)
- Антильський дрізд (Cichlherminia)
- Cichlocolaptes
- Дрізд-самітник (Cichlopsis)
- Королівський дивоптах (Cicinnurus)
- Лелека (Ciconia)
- Синьолобий підпаленик (Cinclidium)
- Дигач (Cinclocerthia)
- Трясохвіст (Cinclodes)
- Роляк (Cincloramphus)
- Пішак (Cinclosoma)
- Пронурок (Cinclus)
- Каштанник (Cinnycerthia)
- Шпак-куцохвіст (Cinnyricinclus)
- Маріка (Cinnyris)
- Змієїд (Circaetus)
- Лунь (Circus)
- Ciridops
- Циса (Cissa)
- Строкатий тангар (Cissopis)
- Таміка (Cisticola)
- Овад (рід птахів) (Cistothorus)
- Сулавеський альціон (Cittura)
- Австралійський кулик-довгоніг (Cladorhynchus)
- Чубата зозуля (Clamator)
- Морянка (Clangula)
- Сірий талпакоті (Claravis)
- Золотий окулярник (Cleptornis)
- Бамбуковий м'якохвіст (Clibanornis)
- Королаз (Climacteris)
- Товстодзьобий альціон (Clytoceyx)
- Кущівник-товстодзьоб (Clytoctantes)
- Рудий малюр (Clytomyias)
- Монарх-великодзьоб (Clytorhynchus)
- Бурий астрильд (Clytospiza)
- Сивоголовий кіптявник (Cnemarchus)
- Лорія (птах) (Cnemophilus)
- Сіроголовий зеленник (Cnemoscopus)
- Бурий москверо (Cnemotriccus)
- Великий мухоїд (Cnipodectes)
- Костогриз (Coccothraustes)
- Кукліло (Coccyzus)
- Широкодзьобий квак (Cochlearius)
- Кохоа (Cochoa)
- Колібрі-інка (Coeligena)
- Острівний баранець (Coenocorypha)
- Цереба (Coereba)
- Декол (Colaptes)
- Синьощокий колібрі (Colibri)
- Американська перепелиця (Colinus)
- Чепіга (Colius)
- Салангана (Collocalia)
- Ядлівчак (Colluricincla)
- Colonia
- Патагонський пітайо (Colorhamphus)
- Голуб (Columba)
- Червоногорлий тангар (Compsothraupis)
- Чорнощока котинга (Conioptilon)
- Тамаруго (Conirostrum)
- (Конопа(Conopias)
- Гусеницеїд (Conopophaga)
- Мієлєро (Conopophila)
- Велика сутора (Conostoma)
- Тангарник (Conothraupis)
- Піві (Contopus)
- Каролінський папуга (Conuropsis)
- Шама (Copsychus)
- Сиворакша (Coracias)
- Шикачик (Coracina)
- Папужець-ваза (Coracopsis)
- Целебеський свистун (Coracornis)
- Coragyps
- Манакін-бородань (Corapipo)
- Краге (Corcorax)
- Папуанський королаз (Cormobates)
- Жовтодзьобий сорокопуд (Corvinella)
- Крук (Corvus)
- Бурий рогодзьоб (Corydon)
- Чорнощока вівсянка (Coryphaspiza)
- Чубатий анумбі (Coryphistera)
- Червоночубик (Coryphospingus)
- Блакитний турако (Corythaeola)
- Сірий галасник (Corythaixoides)
- Тиран-щебетун (Corythopis)
- Коскороба (Coscoroba)
- Золотокіс (Cossypha)
- Малий золотокіс (Cossyphicula)
- Котинга (Cotinga)
- Погонич-пігмей (Coturnicops)
- Перепілка (Coturnix)
- Коуа (Coua)
- Сорочиця (Cracticus)
- Курутія (Cranioleuca)
- Кракс (Crax)
- Галапагоський мартин (Creagrus)
- Жовтоголовий шпак (Creatophora)
- Африканський деркач (Crecopsis)
- Беретник (Creurgops)
- Деркач (Crex)
- Галасник (Crinifer)
- Бюльбюль-бородань (Criniger)
- Жовтобровий фодитані (Crossleyia)
- Фазан-вухань (Crossoptilon)
- Ані (Crotophaga)
- Лісова вагабунда (Crypsirina)
- Cryptophaps
- Зелений манакін (Cryptopipo)
- Червоногуз (Cryptospiza)
- Мадагаскарка (Cryptosylvicola)
- Татаупа (Crypturellus)
- Зозуля (рід) (Cuculus)
- Канарниця (Culicicapa)
- Гострохвостий тиранчик (Culicivora)
- Щетинкопер (Curaeus)
- Бігунець (Cursorius)
- Кутія (Cutia)
- Танагра-медоїд (Cyanerpes)
- Ультрамаринова танагра (Cyanicterus)
- Блакитна синиця (Cyanistes)
- Ефіопська каргарка (Cyanochen)
- Сизойка (Cyanocitta)
- Лускар (Cyanocompsa)
- Пая (Cyanocorax)
- Блакитна ванга (Cyanolanius)
- Cyanolimnas
- Патагонський папуга (Cyanoliseus)
- Синій лускар (Cyanoloxia)
- Гагер (рід птахів) (Cyanolyca)
- Нектарик (Cyanomitra)
- Блакитна сорока (Cyanopica)
- Світлоголовий ара (Cyanopsitta)
- Синя мухоловка (Cyanoptila)
- Какарікі (Cyanoramphus)
- Папугодзьобий віреон (Cyclarhis)
- Новогвінейський папужка (Cyclopsitta)
- Лебідь (Cygnus)
- Колючник (Cymbilaimus)
- Червоночеревий рогодзьоб (Cymbirhynchus)
- Цинантус (Cynanthus)
- Гірська нільтава (Cyornis)
- Тріскопліт (Cyphorhinus)
- Свіфт (Cypseloides)
- Пальмовий серпокрилець (Cypsiurus)
- Рудогорлий тангар (Cypsnagra)
- Перепелиця-клоун (Cyrtonyx)

## D
- Кукабара (Dacelo)
- Цукрист (Dacnis)
- Довгопала перепелиця (Dactylortyx)
- Чорний баргель (Daphoenositta)
- Пінтадо (Daption)
- Чорна каракара (Daptrius)
- Щетинкодзьоб (Dasyornis)
- Дереволаз-довгохвіст (Deconychura)
- Оливкова саїманга (Deleornis)
- Міська ластівка (Delichon)
- Жовтобровий тетерук (Dendragapus)
- Світлодзьобий дереволаз (Dendrexetastes)
- Грімпар (Dendrocincla)
- Вагабунда (Dendrocitta)
- Дереволаз (Dendrocolaptes)
- Дятел (Dendrocopos)
- Свистач (Dendrocygna)
- Деревна плиска (Dendronanthus)
- Савановий дятел (Dendropicos)
- Dendroplex
- Довгохвоста перепелиця (Dendrortyx)
- Білолобий папуга (Deroptyus)
- Маорійський пастушок (Diaphorapteryx)
- Квіткоїд (Dicaeum)
- Жовтосмугий кадук (Dichrozona)
- Дронго (Dicrurus)
- Горлач (Didunculus)
- Квіткокол (Diglossa)
- Білоголовий алекто (Dinemellia)
- Дзьобак (Dinopium)
- Моа (Dinornis)
- Альбатрос (Diomedea)
- Червоноплечий ара (Diopsittaca)
- Рабудито (Discosura)
- Діука (Diuca)
- Трупіал-чернець (Dives)
- Dixiphia
- Гоглу (Dolichonyx)
- Рудочеревий андець (Doliornis)
- Мімик (Donacobius)
- Довгохвоста вівсянка (Donacospiza)
- Колібрі-вилохвіст (Doricha)
- Колібрі-довгодзьоб (Doryfera)
- Drepanis
- Drepanoptila
- Золотокрила нектарка (Drepanorhynchus)
- Велика нектарка (Dreptes)
- Ему (Dromaius)
- Крабоїд (птах) (Dromas)
- Таязура-клинохвіст (Dromococcyx)
- Червонокрил (птах) (Drymocichla)
- Кракор (Drymodes)
- Тілугі (Drymophila)
- Дереволаз-шабледзьоб (Drymornis)
- Білогорлий пастушок (Dryolimnas)
- Кубла (рід) (Dryoscopus)
- Dryotriorchis
- Вохристоволий блакитнар (Dubusia)
- Пінон (рід) (Ducula)
- Пальмовик (Dulus)
- Сірий пересмішник (Dumetella)
- Куртник (рід) (Dumetia)
- Dyaphorophyia
- Батарито (Dysithamnus)
- Dysmorodrepanis
- Dysmoropelia

## E
- Зелено-червоний папуга (Eclectus)
- Мандрівний голуб (Ectopistes)
- Чепура (Egretta)
- Еленія (Elaenia)
- Elanoides
- Сірий шуліка (Elanus)
- Electron
- Eleoscytalopus
- Дрімлюга-короткохвіст (рід) (Eleothreptus)
- Ельмінія (Elminia)
- Чорнолобий пісочник (Elseyornis)
- Вівсянка (Emberiza)
- Трав'янець (Emberizioides)
- Пампасник (Embernagra)
- Червонощокий вогнегуз (Emblema)
- Emeus
- Рудогорлий вільговець (Eminia)
- Піві-малюк (Empidonax)
- Empidonomus
- Сріблиста мухарка (Empidornis)
- Папуга-червонохвіст (Enicognathus)
- Вилохвістка (Enicurus)
- Сулавеська майна (Enodes)
- Колібрі-списодзьоб (Ensifera)
- Кларіно (Entomodestes)
- Синьощокий медолюб (Entomyzon)
- Рожевий какаду (Eolophus)
- Костар (Eophona)
- Королець (Eopsaltria)
- Червоний лорі (Eos)
- Чорнокрилий ябіру (Ephippiorhynchus)
- Дивоптах-шилодзьоб (Epimachus)
- Epinecrophylla
- Цокалка (Epthianura)
- Аравійський жайворонок (Eremalauda)
- Жовтобрюшка (Eremomela)
- Рогатий жайворонок (Eremophila)
- Жервінчик (Eremopterix)
- Еріон (Eriocnemis)
- Вільшанка (Erithacus)
- Зеленоспинна югина (Erpornis)
- Рудоголовий монарх (Erythrocercus)
- Чорногруда чайка (Erythrogonys)
- Рудий яструб (Erythrotriorchis)
- Папужник (Erythrura)
- Астрильд (Estrilda)
- Евбуко (Eubucco)
- Сіроголова танагра (Eucometis)
- Карибський ібіс (Eudocimus)
- Чубатий інамбу (Eudromia)
- Коель (Eudynamys)
- Червонодзьобий пінгвін (Eudyptes)
- Малий пінгвін (Eudyptula)
- Колібрі-герцог (Eugenes)
- Рудоспинний тоутоваї (Eugerygone)
- Вохристоволий тапакуло (Eugralla)
- Мангровий пастушок (Eulabeornis)
- Коральничик (Eulacestoma)
- Аметистовогорлий колібрі (Eulampis)
- Чилійський колібрі (Eulidia)
- Молуцький великоніг (Eulipoa)
- Рудочеревий момот (Eumomota)
- Індигова мухоловка (Eumyias)
- Ямайська вівсянка (Euneornis)
- Рогатий папуга (Eunymphicus)
- Бурий сріблодзьоб (Euodice)
- Флейтист (Eupetes)
- Eupetomena
- Трупіалець (Euphagus)
- Колібрі-жарокрил (Eupherusa)
- Гутурама (Euphonia)
- Вайдаг (Euplectes)
- Корхаан (Eupodotis)
- Вухатий трогон (Euptilotis)
- Сорокопуд-білоголов (Eurocephalus)
- Ночнар (Eurostopodus)
- Широкодзьобий моа (Euryapteryx)
- Товстодзьоба ванга (Euryceros)
- Рогодзьоб (Eurylaimus)
- Eurynorhynchus
- Іржаста зебринка (Euryptila)
- Тігана (Eurypyga)
- Широкорот (Eurystomus)
- Тиранчик-рудь (Euscarthmus)
- Краплик (Euschistospiza)
- Ерміт-серподзьоб (Eutoxeres)
- Сангезький монарх-довгохвіст (Eutrichomyias)
- Мадагаскарський змієїд (Eutriorchis)

## F
- Дикуша (Falcipennis)
- Сокіл (Falco)
- Серподзьоба ванга (Falculea)
- Чубарець (Falcunculus)
- Ломик (птах) (Ferminia)
- Строката мухоловка (Ficedula)
- Колібрі-якобін (Florisuga)
- Віюдита (Fluvicola)
- Мурахолов (Formicarius)
- Рестинга (рід) (Formicivora)
- Папуга-горобець (Forpus)
- Фуді (Foudia)
- Фулегайо (Foulehaio)
- Турач (рід) (Francolinus)
- Лісова мухарка (Fraseria)
- Іпатка (рід) (Fratercula)
- Кущівник-чубань (Frederickena)
- Фрегат (птах) (Fregata)
- Фрегета (Fregetta)
- Реюньйонський шпак (Fregilupus)
- В'юрок (рід) (Fringilla)
- Лиска (рід) (Fulica)
- Фульмар (Fulmarus)
- Горнеро (Furnarius)

## G
- Якамара-куцохвіст (Galbalcyrhynchus)
- Якамара (Galbula)
- Посмітюха (Galerida)
- Gallicolumba
- Рогата курочка (Gallicrex)
- Баранець (Gallinago)
- Курочка (Gallinula)
- Південний пастушок (Gallirallus)
- Куріпка-шпороніг (Galloperdix)
- Курка (Gallus)
- Шуліка-крихітка (Gampsonyx)
- Білоголова тимелія (Gampsorhynchus)
- Сіроспинний океанник (Garrodia)
- Чагарниця (Garrulax)
- Сойка (Garrulus)
- Гагара (Gavia)
- Дзекіль (Gecinulus)
- Чорнодзьобий крячок (Gelochelidon)
- Таязура-подорожник (Geococcyx)
- Geocolaptes
- Лоріто (Geoffroyus)
- Австралійська горлиця (Geopelia)
- Австралійський голуб (Geophaps)
- Geopsittacus
- Землекоп (Geositta)
- Землянчик (Geospiza)
- Жовтогорлик (Geothlypis)
- Голубок (Geotrygon)
- Агуя (Geranoaetus)
- Geranospiza
- Ібіс-лисоголов (Geronticus)
- Ріроріро (Gerygone)
- Дерихвіст (Glareola)
- Сичик-горобець (Glaucidium)
- Ерміт-самітник (Glaucis)
- Лорікет-нектароїд (Glossopsitta)
- Світлоокий медолюб (Glycichaera)
- Дереволаз-долотодзьоб (Glyphorynchus)
- Чопі (Gnorimopsar)
- Панамський колібрі (Goldmania)
- Короткодзьобий квак (Gorsachius)
- Коронач (Goura)
- Бео (Gracula)
- Строкатий шпак (Gracupica)
- Біловолий шпак (Grafisia)
- Мурашниця (Grallaria)
- Понгіто (Grallaricula)
- Скунда (Grallina)
- Велика кущавниця (Graminicola)
- Гранатела (Granatellus)
- Лазурець (Grandala)
- Золотокрилий медолюб (Grantiella)
- Тектонік (Graueria)
- Короткохвостий папуга (Graydidascalus)
- Чорноголовий туквіто (Griseotyrannus)
- Журавель (Grus)
- Атоловий медолюб (Guadalcanaria)
- Guarouba
- Жовта вівсянка (Gubernatrix)
- Ятапа-стернохвіст (Gubernetes)
- Гуїра (Guira)
- Чубата цесарка (Guttera)
- Білий крячок (Gygis)
- Барбікан (Gymnobucco)
- Лиса мурав'янка (Gymnocichla)
- Пастушок-голоок (Gymnocrex)
- Голошиїй плодоїд (Gymnoderus)
- Gymnoglaux
- Каліфорнійський кондор (Gymnogyps)
- Потеліжник (Gymnomystax)
- Мао (Gymnomyza)
- Gymnophaps
- Мурав'янка (Gymnopithys)
- Велика сорочиця (Gymnorhina)
- Блакитна сойка (Gymnorhinus)
- Ягнятник (Gypaetus)
- Gypohierax
- Сип (Gyps)

## H
- Габія (Habia)
- Гальмаберський пастушок (Habroptila)
- Малиновий плодоїд (Haematoderus)
- Кулик-сорока (Haematopus)
- Червоноголова куріпка (Haematortyx)
- Альціон (Halcyon)
- Орлан (Haliaeetus)
- Haliastur
- Блакитний буревісник (Halobaena)
- Hamirostra
- Амазон-карлик (Hapalopsittaca)
- Білолоба лінивка (Hapaloptila)
- Колібрі-пухоніг (Haplophaedia)
- Шиферка (Haplospiza)
- Азійський трогон (Harpactes)
- Harpagornis
- Harpagus
- Гарпія (Harpia)
- Harpyopsis
- Джері (Hartertula)
- Зеленовола саїманга (Hedydipna)
- Целебеський алікорто (Heinrichia)
- Гелея (Heleia)
- Рогатий колібрі (Heliactin)
- Колібрі-німфа (Heliangelus)
- Heliobletus
- Колібрі-діамант (Heliodoxa)
- Колібрі-ангел (Heliomaster)
- Азійський лапчастоніг (Heliopais)
- Лапчастоніг (Heliornis)
- Heliothraupis
- Колібрі-фея (Heliothryx)
- Білобровий пію (Hellmayrea)
- Пісняр-борсучок (Helmitheros)
- Дятел-куцохвіст (Hemicircus)
- Hemignathus
- Hemimacronyx
- Hemiphaga
- Клехо (Hemiprocne)
- Личинколюб (Hemipus)
- Жовтогорла тезія (Hemitesia)
- Танагрик (Hemithraupis)
- Тітіріджі (Hemitriccus)
- Попелястий оливник (Hemixos)
- Осоїд-довгохвіст (Henicopernis)
- Голуб-бронзовокрил (Henicophaps)
- Тріщук (Henicorhina)
- Макагуа (Herpetotheres)
- Каатинга (Herpsilochmus)
- Ліановий манакін (Heterocercus)
- Шпорець (Heteromirafra)
- Біловола мунія (Heteromunia)
- Попелястий королець (Heteromyias)
- Чорноголова качка (Heteronetta)
- Довгохвоста сибія (Heterophasia)
- Heteroscelus
- Танагра-інка (Heterospingus)
- Кулик-довгоніг (Himantopus)
- Червононогий пастушок (Himantornis)
- Himatione
- Берестянка (Hippolais)
- Колючохвіст (Hirundapus)
- Hirundinea
- Ластівка (Hirundo)
- Каменярка (Histrionicus)
- Танзанійський магалі (Histurgops)
- Бенгальський флорікан (Houbaropsis)
- Жовтодзьоба мухоловка (Humblotia)
- Качурка (Hydrobates)
- Велика салангана (Hydrochous)
- Довгохвоста якана (Hydrophasianus)
- Каспійський крячок (Hydroprogne)
- Дрімлюга-вилохвіст (Hydropsalis)
- Куреник (Hylacola)
- Дереволаз-червонодзьоб (Hylexetastes)
- Покривець (Hylia)
- Оксамитник (Hyliota)
- Колібрі-сапфір (Hylocharis)
- Лісовий дрізд (Hylocichla)
- Товстодзьобка (Hylocitrea)
- Малий момот (Hylomanes)
- Лісовий колібрі-німфа (Hylonympha)
- Плямиста мурашниця (Hylopezus)
- Віреончик (Hylophilus)
- Мурав'янка-куцохвіст (Hylophylax)
- Мишовій (Hylorchilus)
- Новозеландська качка (Hymenolaimus)
- Смолик (Hymenops)
- Перлистик (Hypargos)
- Вільговець (Hypergerus)
- Лінивка-жовтоок (Hypnelus)
- Мурав'янка-прудкокрил (Hypocnemis)
- Мурав'янка-струмовик (Hypocnemoides)
- Омельгушка (Hypocolius)
- Канело (Hypocryptadius)
- Плямистий кущівник (Hypoedaleus)
- Колумбійський трупіал (Hypopyrrhus)
- Червонодзьоба ванга (Hypositta)
- Монаршик (Hypothymis)
- Горована (Hypsipetes)

## I
- Серподзьоб (Ibidorhyncha)
- Червоногорла каракара (Ibycter)
- Ichthyophaga
- Іктерія (Icteria)
- Icterus
- Ictinaetus
- Ictinia
- Короткохвоста діука (Idiopsar)
- Iduna
- Іфрита (Ifrita)
- Манакін-шилохвіст (Ilicura)
- Гірська тимелія (Illadopsis)
- Сокотрійська таміка (Incana)
- Вівсянка-інка (Incaspiza)
- Indicator
- Інезія (Inezia)
- Котингіта (Iodopleura)
- Східний оливник (Iole)
- Білогорлий соловейко (Irania)
- Гребінчаста якана (Irediparra)
- Irena
- Малий саї (Iridophanes)
- Блакитнар (Iridosornis)
- Ispidina
- Ітагін (Ithaginis)
- Бугайчик (Ixobrychus)
- Плямистий бюльбюль (Ixonotus)
- Рудобровий квічаль (Ixoreus)
- Оливник (Ixos)

## J
- Ябіру  (Jabiru)
- Трипала якамара (Jacamaralcyon)
- Велика якамара (Jacamerops)
- Якана (Jacana)
- Африканська сова-рогань (Jubula)
- Юнко (Junco)
- Крутиголовка (рід) (Jynx)

## K
- Какамега (Kakamega)
- Яструб-ящірколов (Kaupifalco)
- Кенопа (Kenopia)
- Пугач-рибоїд (Ketupa)
- Сапфіроволобий колібрі (Klais)
- Ада (Knipolegus)

## L
- Смугастий альціон (Lacedo)
- Гірський колібрі (Lafresnaya)
- Амарант (рід птахів) (Lagonosticta)
- Біла куріпка (Lagopus)
- Оругеро (Lalage)
- Колібрі-самоцвіт (Lampornis)
- Багряногорлий колібрі (Lamprolaima)
- Шовкохвіст (Lamprolia)
- Танагровий трупіал (Lampropsar)
- Червонодзьоба танагра (Lamprospiza)
- Мерл (Lamprotornis)
- Гонолек (Laniarius)
- Смугаста котингіта (Laniisoma)
- Танагра-сикіт (Lanio)
- Аулія (Laniocera)
- Ланіель (Lanioturdus)
- Сорокопуд (Lanius)
- Крячок-інка (Larosterna)
- Мартин (Larus)
- Неотропічний погонич (Laterallus)
- Червоногорлий папужка (Lathamus)
- Бронзовий москверо (Lathrotriccus)
- Latoucheornis
- Тиран-розбійник (Legatus)
- Мезія (Leiothrix)
- Строкатий великоніг (Leipoa)
- Перлистий дереволаз (Lepidocolaptes)
- Салтарин (Lepidothrix)
- Сікора (Leptasthenura)
- Нектаринка (Leptocoma)
- Каєнський шуляк (Leptodon)
- Сікорчик (Leptopoecile)
- Тиран-інка (Leptopogon)
- Строката ванга (Leptopterus)
- Марабу (Leptoptilos)
- Андійський папуга (Leptosittaca)
- Кіромбо (Leptosomus)
- Горличка (Leptotila)
- Сніжна куріпка (Lerwa)
- Колібрі-довгохвіст (Lesbia)
- Негрито (Lessonia)
- Андійський колібрі (Leucippus)
- Білогорлий колібрі (Leucochloris)
- Leucophaeus
- Санта-лусійський пісняр (Leucopeza)
- Балійський шпак (Leucopsar)
- Неотропічний канюк (Leucopternis)
- Leucosarcia
- Катуньчик (Leucosticte)
- Левінія (Lewinia)
- Медник (Lichenostomus)
- Медовець (Lichmera)
- Болотяний побережник (Limicola)
- Прямодзьобий очеретник (Limnoctites)
- Неголь (Limnodromus)
- Очеретник (Limnornis)
- Бурий пісняр (Limnothlypis)
- Грицик (рід) (Limosa)
- Івуд (Linurgus)
- Велика мінла (Liocichla)
- Каштановий тапакуло (Liosceles)
- Пига (Lipaugus)
- Чорночерева дрохва (Lissotis)
- Жовточерева лорія (Loboparadisea)
- Потічник (Lochmias)
- Кобилочка (Locustella)
- Колібрі-китицехвіст (Loddigesia)
- Мунія (Lonchura)
- Довгочубий орел (Lophaetus)
- Жовтоокий крех (Lophodytes)
- Lophoictinia
- Lopholaimus
- Чубата синиця (Lophophanes)
- Монал (Lophophorus)
- Маврикійський папужець (Lophopsittacus)
- Зеленоволий оздобник (Lophorina)
- Колібрі-кокетка (Lophornis)
- Шиферець (Lophospingus)
- Сова-рогань (Lophostrix)
- Чубатий ібіс (Lophotibis)
- Тиранчик-чубань (Lophotriccus)
- Лофур (Lophura)
- Кориліс (Loriculus)
- Lorius
- Шишкар (Loxia)
- Вівсянка-снігурець (Loxigilla)
- Loxioides
- Ямайчик (Loxipasser)
- Акепа (Loxops)
- Лісовий жайворонок (Lullula)
- Анаперо-довгокрил (Lurocalis)
- Соловейко (Luscinia)
- Лібія (Lybius)
- Бурокрилий дивоптах (Lycocorax)
- Малий баранець (Lymnocryptes)
- Lysurus

## M
- Новогвінейський медвянець (Macgregoria)
- Совкодзьоб (Machaerirhynchus)
- Манакінчик (Machaeropterus)
- Macheiramphus
- Пікабуї (Machetornis)
- Macholophus
- Великий кущівник (Mackenziaena)
- Еполетик (Macroagelaius)
- Малео (Macrocephalon)
- Гігантський буревісник (Macronectes)
- Синчівка (Macronus)
- Пікулик (Macronyx)
- Бразильський дрімлюга-лірохвіст (Macropsalis)
- Довгохвоста горлиця (Macropygia)
- Куцохвостик (Macrosphenus)
- Madanga
- Тордина (Malacocincla)
- Гладіатор (Malaconotus)
- Чагарникова тимелія (Malacopteron)
- Таматія (Malacoptila)
- Качка-лопатоніс (Malacorhynchus)
- Рудощока принія (Malcorus)
- Малія (Malia)
- Малімб (Malimbus)
- Малюр (Malurus)
- Манакін-короткокрил (Manacus)
- Зелений астрильд (Mandingoa)
- Манорина (Manorina)
- Манукодія (Manucodia)
- Мадагаскарська куріпка (Margaroperdix)
- Жовтодзьобий пересмішник (Margarops)
- Щетинкохвіст (Margarornis)
- Вузькодзьоба чирянка (Marmaronetta)
- Маскаренські сови (Mascarenotus)
- Маскаренський папужець (Mascarinus)
- Золотокрилий манакін (Masius)
- Сизарка (Mayrornis)
- Чорнохвостий голкохвіст (Mearnsia)
- Тиранчик-довгохвіст (Mecocerculus)
- Великий приріт (Megabyas)
- Рибалочка-чубань (Megaceryle)
- Новогвінейський пастушок (Megacrex)
- Жовтоокий пінгвін (Megadyptes)
- Megalaima
- Південний моа (Megalapteryx)
- Матата (Megalurus)
- Великоніг (Megapodius)
- Megarhynchus
- Megascops
- Перлистий кущівник (Megastictus)
- Новогвінейський яструб (Megatriorchis)
- Велика піколезна (Megaxenops)
- Палауська рукія (Megazosterops)
- Дятел-коротун (Meiglyptes)
- Мухарка (Melaenornis)
- Чорняк (Melampitta)
- Melamprosops
- Гіла (Melanerpes)
- Melaniparus
- Турпан (Melanitta)
- Фруктоїд (Melanocharis)
- Золоточуба синиця (Melanochlora)
- Степовий жайворонок (Melanocorypha)
- Магеланник (Melanodera)
- Чорноголовий королець (Melanodryas)
- Чагарниковий тапакуло (Melanopareia)
- Чорна куріпка (Melanoperdix)
- Чорний пересмішник (Melanoptila)
- Санта-лусійська вівсянка (Melanospiza)
- Синій пересмішник (Melanotis)
- Індик (Meleagris)
- Лірохвостий воскоїд (Melichneutes)
- Медвянець (Melidectes)
- Альціон-гачкодзьоб (Melidora)
- Яструб-крикун (Melierax)
- Оливковий ковтач (Melignomon)
- Медолиз (Melilestes)
- Медолюб (Meliphaga)
- Медвянчик (Melipotes)
- Медопійник (Melithreptus)
- Гілолойський медівник (Melitograis)
- Колібрі-бджола (Mellisuga)
- Вусата очеретянка (Melocichla)
- Melophus
- Хвилястий папужка (Melopsittacus)
- Чорна вівсянка (Melopyrrha)
- Пасовка (Melospiza)
- Чіапа (Melozone)
- Лірохвіст (Menura)
- Андійська качка (Merganetta)
- Малий крех (Mergellus)
- Крех (Mergus)
- Сулавеська бджолоїдка (Meropogon)
- Бджолоїдка (Merops)
- Макуквіно (Merulaxis)
- Каєнський ібіс (Mesembrinibis)
- Роутело (Mesitornis)
- Труцький монарх (Metabolus)
- Колібрі-барвограй (Metallura)
- Білоброва якана (Metopidius)
- Жовтощок (Metopothrix)
- Південна горличка (Metriopelia)
- Рарія (Micrastur)
- Сичик-ельф (Micrathene)
- Короткохвоста комароловка (Microbates)
- Шпалюшок (Microcerculus)
- Білоголовий колібрі (Microchera)
- Малий коель (Microdynamis)
- Гвінейниця (Microeca)
- Microgoura
- Сокіл-карлик (Microhierax)
- Зеленохвостий пісняр (Microligea)
- Тимелія-крихітка (Micromacronus)
- Мала лінивка (Micromonacha)
- Габар (Micronisus)
- Мала якана (Microparra)
- Папужка-пігмей (Micropsitta)
- Руда ятла (Micropternus)
- Венесуельський пастушок (Micropygia)
- Плямистогорла каатинга (Microrhopias)
- Тонкохвостий колібрі (Microstilbon)
- Каракара-крикун (Milvago)
- Шуліка (Milvus)
- Mimodes
- Пересмішник (Mimus)
- Мінла (Minla)
- Міно (Mino)
- Тиранчик-мухолюб (Mionectes)
- Фірлюк (Mirafra)
- Монудо (Mitrephanes)
- Танагра-потрост (Mitrospingus)
- Міту (Mitu)
- Строкатий пісняр (Mniotilta)
- Плямогорлець (Modulatrix)
- Мого (Moho)
- Могуа (Mohoua)
- Вашер (Molothrus)
- Момот (Momotus)
- Річкова гвінейниця (Monachella)
- Монарх (Monarcha)
- Лінивка-чорнопер (Monasa)
- Монія (Monias)
- Скеляр (Monticola)
- Сніговий горобець (Montifringilla)
- Руда таязура (Morococcyx)
- Morphnus
- Morus
- Плиска (Motacilla)
- Торомба (Mulleripicus)
- Мухоловка (Muscicapa)
- Короткохвостий дормілон (Muscigralla)
- Тиран-ножицехвіст (Muscipipra)
- Дормілон (Muscisaxicola)
- Фіолетовий турако (Musophaga)
- Попелястий погонич (Mustelirallus)
- Солітаріо (Myadestes)
- Коструба (Mycerobas)
- Міктерія (Mycteria)
- Міагра (Myiagra)
- Копетон (Myiarchus)
- Тиранка (Myiobius)
- Чернітка (Myioborus)
- Строкатий тиран (Myiodynastes)
- Тиранець (Myiopagis)
- Сива мухоловка (Myioparus)
- Курета (Myiophobus)
- Калита (Myiopsitta)
- Аруна (Myiornis)
- Кіптявник (Myiotheretes)
- Мухоїд-білозір (Myiotriccus)
- Бієнтевіо (Myiozetetes)
- Аренга (Myophonus)
- Довгохвостий тапакуло (Myornis)
- Покривник (Myrmeciza)
- Смолярик (Myrmecocichla)
- Куцохвостий колібрі (Myrmia)
- Гормігуеро (Myrmoborus)
- Myrmochanes
- Світлобровий кадук (Myrmorchilus)
- Сірочерева мурав'янка (Myrmornis)
- Торорої (Myrmothera)
- Кадук (Myrmotherula)
- Бірюзовогорлий колібрі (Myrtis)
- Мадагаскарська тимелія (Mystacornis)
- Медовиця (Myza)
- Медовичка (Myzomela)
- Вогнехвоста тимелія (Myzornis)

## N
- Гереро (Namibornis)
- Nandayus
- Санта-геленська зозуля (Nannococcyx)
- Тепуї (Nannopsittaca)
- Турдинула (Napothera)
- Білогорлий дереволаз (Nasica)
- Африканський голкохвіст (Neafrapus)
- Родригійський шпак (Necropsar)
- Necropsittacus
- Бурий стерв'ятник (Necrosyrtes)
- Нектарка (Nectarinia)
- Танагрець (Nemosia)
- Гриваста каргарка (Neochen)
- Амадина-рубінчик (Neochmia)
- Білокрилий мерл (Neocichla)
- Вагал (Neocossyphus)
- Золотодзьобий пастушок (Neocrex)
- Чорний кущівник (Neoctantes)
- Голобров (Neodrepanis)
- Монарх-арлекін (Neolalage)
- Бюльбюль-обручник (Neolestes)
- Ереса (Neomixis)
- Таязура (Neomorphus)
- Манакін-вертун (Neopelma)
- Лучний папужка (Neophema)
- Білоброва ластівка (Neophedina)
- Стерв'ятник (Neophron)
- Москверито (Neopipo)
- Рожевогрудий папужка (Neopsephotus)
- Лорі-гуа (Neopsittacus')'
- Neositta
- Сивий тангар (Neothraupis)
- Темнохвоста дрохва (Neotis)
- Пепоаза (Neoxolmis)
- Пардуско (Nephelornis)
- Nesasio
- Цикіріті (Nesillas)
- Астрильдик (Nesocharis)
- Nesocichla
- Nesoclopeus
- Антильський добаш (Nesoctites)
- Рожевий голуб (Nesoenas)
- Білогорлий океанник (Nesofregetta)
- Nesomimus
- Ямайський трупіал (Nesopsar)
- Пуерто-риканський тангар (Nesospingus)
- Тристанка (Nesospiza)
- Кокосовий мухоїд (Nesotriccus)
- Nestor
- Червонодзьоба чернь (Netta)
- Чирянка-крихітка (Nettapus)
- Лемурка (Newtonia)
- Нікатор (Nicator)
- Нігрита (Nigrita)
- Брубру (Nilaus)
- Нільтава (Niltava)
- Сова-голконіг (Ninox)
- Червононогий ібіс (Nipponia)
- Маскова савка (Nomonyx)
- Лінивка-коротун (Nonnula)
- Червоночеревий папуга (Northiella)
- Лінивка-строкатка (Notharchus)
- Бурий тинаму (Nothocercus)
- Гоко (Nothocrax)
- Гірський інамбу (Nothoprocta)
- Нотура (Nothura)
- Гигі (Notiomystis)
- Горіхівка (Nucifraga)
- Кульон (Numenius)
- Цесарка (Numida)
- Nyctanassa
- Поту (Nyctibius)
- Квак (Nycticorax)
- Аргентинський мальованець (Nycticryphes)
- Пораке (Nyctidromus)
- Леляк (Nyctiphrynus)
- Смугастохвостий анаперо (Nyctiprogne)
- Азійська бджолоїдка (Nyctyornis)
- Корела (Nymphicus)
- Лінивка-смугохвіст (Nystalus)

## O
- Океанник (Oceanites)
- Вилохвоста качурка (Oceanodroma)
- Ochetorhynchus
- Пітайо (Ochthoeca)
- Річковий пітайо (Ochthornis)
- Віхтьохвостий колібрі-пухоніг (Ocreatus)
- Сірий токо (Ocyceros)
- Голуб-бронзовокрил чубатий (Ocyphaps)
- Токро (Odontophorus)
- Царик (Odontorchilus)
- Odontospiza
- Нектаролюб (Oedistoma)
- Капська горлиця (Oena)
- Кам'янка (Oenanthe)
- Жовтощокий папуга (Ognorhynchus)
- Криводзьоб (Oncostoma)
- Моріо (Onychognathus)
- Onychoprion
- Королівський мухоїд (Onychorhynchus)
- Гімалайська перепілка (Ophrysia)
- Гоацин (Opisthocomus)
- Колібрі-шпилькодзьоб (Opisthoprora)
- Цитринка (Oporornis)
- Бурий тангар (Orchesticus)
- Жовтощокий ягодоїд (Oreocharis)
- Дзвінчик (Oreoica)
- Oreomystis
- Гірський колібрі-німфа (Oreonympha)
- Рогата пенелопа (Oreophasis)
- Замбійська принія (Oreophilais)
- Тонкодзьобий хрустан (Oreopholus)
- Гірський лорі (Oreopsittacus)
- Золотощокий медолюб (Oreornis)
- Гірська перепелиця (Oreortyx)
- Осоковий пересмішник (Oreoscoptes)
- Квінслендський папоротчук (Oreoscopus)
- Гірська амадина (Oreostruthus)
- Танагрова вівсянка (Oreothraupis)
- Колібрі-плямохвіст (Oreotrochilus)
- Оригма (Origma)
- Чорна ванга (Oriolia)
- Вивільга (Oriolus)
- Смугаста вівсянка (Oriturus)
- Тиран-карлик (Ornithion)
- Чачалака (Ortalis)
- Зелена танагра (Orthogonys)
- Чаучила (Orthonyx)
- Жовтощокий ара (Orthopsittaca)
- Orthorhynchus
- Кравчик (Orthotomus)
- Луговик (Ortygospiza)
- Триперстка-крихітка (Ortyxelos)
- Палома (Otidiphaps)
- Дрохва (Otis)
- Сплюшка (Otus)
- Фодитані (Oxylabes)
- Строкаточубий колібрі (Oxypogon)
- Пікоагудо (Oxyruncus)
- Савка (Oxyura)

## P
- Золотолоба товстодзьобка (Pachycare)
- Свистун (Pachycephala)
- Тоутоваї-світлоок (Pachycephalopsis)
- Товстодзьоба зозуля (Pachycoccyx)
- Pachyornis
- Пріон (Pachyptila)
- Бекард (Pachyramphus)
- Рисівка (Padda)
- Білий буревісник (Pagodroma)
- Білий мартин (Pagophila)
- Palmeria
- Червонощокий луговик (Paludipasser)
- Pandion
- Кордильєрський колібрі (Panterpe)
- Вусата синиця (Panurus)
- Серпокрилець-вилохвіст (Panyptila)
- Чорнокрила сула (Papasula)
- Пустельний канюк (Parabuteo)
- Шоломник (Paradigalla)
- Дивоптах (Paradisaea)
- Сутора (Paradoxornis)
- Ягодоїд (Paramythia)
- Pardaliparus
- Діамантниця (Pardalotus)
- Строкатий пастушок (Pardirallus)
- Рябогорлий кардинал (Parkerthraustes)
- Астрильд-мурахоїд (Parmoptila)
- Пароарія (Paroaria)
- Paroreomyza
- Паротія (Parotia)
- Синиця (Parus)
- Горобець (Passer)
- Саванова вівсянка (Passerculus)
- Рябогруда вівсянка (Passerella)
- Скригнатка (Passerina)
- Pastor
- Patagioenas
- Велетенський колібрі (Patagona)
- Кракс-рогань (Pauxi)
- Павич (Pavo)
- Ерант (Pedionomus)
- Білобровий океанник (Pelagodroma)
- Гуріал (Pelargopsis)
- Пуфінур (Pelecanoides)
- Пелікан (Pelecanus)
- Баблер (Pellorneum)
- Австралійський пісочник (Peltohyas)
- Біловух (Peltops)
- Пенелопа (Penelope)
- Філіппінський калао (Penelopides)
- Мексиканська пенелопа (Penelopina)
- Королець-чернець (Peneothello)
- Аляпі (Percnostola)
- Чагарникова перепілка (Perdicula)
- Куріпка (Perdix)
- Довгохвостий личинкоїд (Pericrocotus)
- Мала синиця (Periparus)
- Червоно-чорний кардинал (Periporphyrus)
- Кукша (Perisoreus)
- Котинга-капуцин (Perissocephalus)
- Осоїд (Pernis)
- Ясківка (Petrochelidon)
- Тоутоваї (Petroica)
- Скельний горобець (Petronia)
- Нагірний голуб (Petrophassa)
- Окотеро (Peucedramus)
- Великонога вівсянка (Pezopetes)
- Болотяний папужка (Pezoporus)
- М'якохвіст (Phacellodomus)
- Малкога (Phaenicophaeus)
- Пальмагра (Phaenicophilus)
- Мурав'янка-голоок (Phaenostictus)
- Мангровий колібрі-шаблекрил (Phaeochroa)
- Бурий тиранчик (Phaeomyias)
- Фаетон (Phaethon)
- Ерміт (Phaethornis)
- Великодзьобий крячок (Phaetusa)
- Чорний чубак (Phainopepla)
- Жовтобокий чубак (Phainoptila)
- Баклан (Phalacrocorax)
- Чорнощокий пораке (Phalaenoptilus)
- Плавунець (Phalaropus)
- Гірська каракара (Phalcoboenus)
- Філіпінський пінон (Phapitreron)
- Фапс (Phaps)
- Квезал (Pharomachrus)
- Фазан (Phasianus)
- Мурівка (Phedina)
- Конголезька мурівка (Phedinopsis)
- Андійський пісочник (Phegornis)
- Венесуельський бієнтевіо (Phelpsia)
- Кардинал-довбоніс (Pheucticus)
- Вилохвоста котинга (Phibalura)
- Лорі-віні (Phigys)
- Медівник (Philemon)
- Філентома (Philentoma)
- Асіті (Philepitta)
- Тіко (Philesturnus)
- Магалі-снувальник (Philetairus)
- Мала пітанга (Philohydor)
- Philomachus
- Смугаста перепелиця (Philortyx)
- Філідор (Philydor)
- Чорний ібіс (Phimosus)
- Рудоок (Phlegopsis)
- Ротакоа (Phleocryptes)
- Коліпінто (Phlogophilus)
- Лехуза (Phodilus)
- Phoebastria
- Бурий альбатрос (Phoebetria)
- Кармінник (Phoenicircus)
- Фламінго (Phoenicopterus)
- Слотняк (Phoeniculus)
- Горихвістка (Phoenicurus)
- Шпак-гострохвіст (Pholia)
- Ремез-гилія (Pholidornis)
- Вівсянчик (Phrygilus)
- Медовка (Phylidonyris)
- Торо (Phyllastrephus)
- Акаційовик (Phyllolais)
- Тиран-крихітка (Phyllomyias)
- Тиранчик (Phylloscartes)
- Вівчарик (Phylloscopus)
- Рара (Phytotoma)
- Піая (Piaya)
- Сорока (Pica)
- Гологолов (Picathartes)
- Трипалий дятел (Picoides)
- Дятел-смугань (Piculus)
- Добаш (Picumnus)
- Жовна (Picus)
- Сіра вівсянка-інка (Piezorhina)
- Неотропічна чапля (Pilherodius)
- Дроздовий фірлюк (Pinarocorys)
- Кокосовий в'юрок (Pinaroloxias)
- Гранітник (Pinarornis)
- Смеречник (Pinicola)
- Папуга-білочеревець (Pionites)
- Каїка (Pionopsitta)
- Папуга-червоногуз (Pionus)
- Абурі-крикун (Pipile)
- Тауї (Pipilo)
- Манакін (Pipra)
- Вохристочеревий блакитнар (Pipraeidea)
- Плодоїд (Pipreola)
- Ірличок (Piprites)
- Піранга (Piranga)
- Pitangus
- Філіпінська гарпія (Pithecophaga)
- Аракура (Pithys)
- Пітогу (Pitohui)
- Піта (Pitta)
- Кусачка (Pittasoma)
- Щетинкоголов (Pityriasis)
- Косар (Platalea)
- Розела (Platycercus)
- Platycichla
- Чубата сойка (Platylophus)
- Лопатодзьоб (Platyrinchus)
- Чорна сорока (Platysmurus)
- Прирітник (Platysteira)
- Пуночка (Plectrophenax)
- Шпорокрил (Plectropterus)
- Plectrorhyncha
- Коровайка (Plegadis)
- Магалі (Plocepasser)
- Ткачик (Ploceus)
- Сивка (Pluvialis)
- Послотюх (Pluvianellus)
- Єгипетський бігунець (Pluvianus)
- Тимелія-куцохвіст (Pnoepyga)
- Білоніг (Podargus)
- Африканський лапчастоніг (Podica)
- Пірникоза (Podiceps)
- Рябодзьоба пірникоза (Podilymbus)
- Джиджітка (Podoces)
- Гаїчка (Poecile)
- Строкатий королець (Poecilodryas)
- Мухолов (Poecilotriccus)
- Шпак-гострохвіст (Poeoptera)
- Діамантник (Poephila)
- Барбіон (Pogoniulus)
- Чорногорла колоратка (Pogonocichla)
- Ореджеріто (Pogonotriccus)
- Папуга-довгокрил (Poicephalus)
- Орел-боєць (Polemaetus)
- Сокіл-крихітка (Polihierax)
- Сивоголова пірникоза (Poliocephalus)
- Білохвостий цвіркач (Poliolais)
- Комароловка (Polioptila)
- Яструб-сивець (Polyboroides)
- Аріан (Polyerata)
- Колібрі-комета (Polyonymus)
- Віялохвіст (Polyplectron)
- Мала пухівка (Polysticta)
- Тачурі-сірочуб (Polystictus)
- Polytelis
- Колібрі-зеленохвіст (Polytmus)
- Пацифея (Pomarea)
- Тимелія-криводзьоб (Pomatorhinus)
- Стадняк (Pomatostomus)
- Польова вівсянка (Pooecetes)
- Свертушка (Poospiza)
- Султанка (Porphyrio)
- Білочерева котинга (Porphyrolaema)
- Синя вівсянка (Porphyrospiza)
- Погонич (рід) (Porzana)
- Гострохвіст (Premnoplex)
- Золотавий гострохвіст (Premnornis)
- Маракана (Primolius)
- Принія (Prinia)
- Папуга-віхтьохвіст (Prioniturus)
- Красняк (Prionochilus)
- Золотий наметник (Prionodura)
- Багадаїс (Prionops)
- Кубинський трогон (Priotelus)
- Какатоїс-голіаф (Probosciger)
- Товстодзьобий буревісник (Procellaria)
- Procelsterna
- Арапонга (Procnias)
- Ковтач (Prodotiscus)
- Щурик (Progne)
- Цукролюб (Promerops)
- Куліга (Prosobonia)
- Фіджійський папуга (Prosopeia)
- Пое (Prosthemadera)
- Жовтий пісняр (Protonotaria)
- Тинівка (Prunella)
- Жалібничка (Psalidoprocne)
- Ополовник-крихітка (Psaltria)
- Американський ополовник (Psaltriparus)
- Довгохвостий рогодзьоб (Psarisomus)
- Конота (Psarocolius)
- Pselliophorus
- Папужка (Psephotus)
- Перуанський тиранець (Pseudelaenia)
- Моренговий лорі (Pseudeos)
- Сірогуза ластівка (Pseudhirundo)
- Південноазійський ібіс (Pseudibis)
- Мадагаскарський приріт (Pseudobias)
- Грауер (Pseudocalyptomena)
- Попецух (Pseudochelidon)
- Ковальчик (Pseudocolaptes)
- Дорадито (Pseudocolopteryx)
- Мочарець (Pseudoleistes)
- Pseudonestor
- Громадник (Pseudonigrita)
- Білоголовий салтарин (Pseudopipra)
- Довгодзьоба синиця (Pseudopodoces)
- Pseudoscops
- Качолота (Pseudoseisura)
- Каполего (Pseudotriccus)
- Бородастик (Psilopogon)
- Гірський папуга (Psilopsiagon)
- Бамбуковий тапакуло (Psilorhamphus)
- Папуга-бронзоголов (Psittacella)
- Psittacula
- Новогвінейський папуга (Psittaculirostris)
- Папуга (Psittacus)
- Строкатоголовий лорікет (Psitteuteles)
- Синьоголовий папуга (Psittinus)
- Psittirostra
- Psittrichas
- Агамі (Psophia)
- Батіжник (Psophodes)
- Строкатий дивоптах (Pteridophora)
- Рябок (Pterocles)
- Тайфунник (Pterodroma)
- Аракарі (Pteroglossus)
- Екваторіальна качка (Pteronetta)
- Блакитнокрилий колібрі (Pterophanes)
- Турко (Pteroptochos)
- Янчик (Pteruthius)
- Тілопо (Ptilinopus)
- Тимелійка (Ptilocichla)
- Ptilogonys
- Фіолетовий наметник (Ptilonorhynchus)
- Скельна куріпка (Ptilopachus)
- Смужник (Ptiloprora)
- Сіра сплюшка (Ptilopsis)
- Оздобник (Ptiloris)
- Шперкар (Ptilorrhoa)
- Піакпіак (Ptilostomus)
- Алеутський пижик (Ptychoramphus)
- Гірська ластівка (Ptyonoprogne)
- Коклас (Pucrasia)
- Буревісник (Puffinus)
- Неотропічна сова (Pulsatrix)
- Червоноголовий папуга (Purpureicephalus)
- Бюльбюль (рід) (Pycnonotus)
- Попутник (Pycnoptilus)
- Медовчик (Pycnopygius)
- Pygarrhichas
- Кущівник-тонкодзьоб (Pygiptila)
- Антарктичний пінгвін (Pygoscelis)
- Червонощок (Pyrenestes)
- Вогнеок (Pyriglena)
- Вогнистий москверо (Pyrocephalus)
- Рубінововолий плодоїд (Pyroderus)
- Альпійська галка (Pyrrhocorax)
- Рудогорлий пустковик (Pyrrholaemus)
- Біро (Pyrrhomyias)
- Золотоголовий кіпаль (Pyrrhoplectes)
- Снігур (рід) (Pyrrhula)
- Котора (рід) (Pyrrhura)
- Мельба (Pytilia)

## Q
- Квелія (Quelea)
- Пурпуровий плодоїд (Querula)
- Гракл (Quiscalus)

## R
- Азійський погонич (Rallina)
- Пастушок (рід) (Rallus)
- Тукан (Ramphastos)
- Довгодзьоба комароловка (Ramphocaenus)
- Тапіранга (Ramphocelus)
- Біловолий дигач (Ramphocinclus)
- Товстодзьобий жайворонок (Ramphocoris)
- Прибережний ерміт (Ramphodon)
- Колібрі-короткодзьоб (Ramphomicron)
- Тиран-плоскодзьоб (Ramphotrigon)
- Медолик (Ramsayornis)
- Рандія (Randia)
- Чоботар (Recurvirostra)
- Золотомушка (Regulus)
- Вогнистий дятел (Reinwardtipicus)
- Голуб-довгохвіст (Reinwardtoena)
- Ремез (Remiz)
- Філіпінник (Rhabdornis)
- Лускавник (Rhagologus)
- Білохвостий голкохвіст (Rhaphidura)
- Нанду (Rhea)
- Окулярек (Rhegmatorhina)
- Чубатий аргус (Rheinardia)
- Галіто (Rhinocrypta)
- Ірисор (Rhinopomastus)
- Короткодзьобий бігунець (Rhinoptilus)
- Віялохвістка (Rhipidura)
- Довгодзьоба куріпка (Rhizothera)
- Кео (Rhodinocichla)
- Rhodopechys
- Червоногорла чагра (Rhodophoneus)
- Rhodopis
- Rhodospingus
- Rhodospiza
- Rhodostethia
- Мексиканський кардинал (Rhodothraupis)
- Кореанка (Rhopophilus)
- Гевара (Rhopornis)
- Пікоплано (Rhynchocyclus)
- Rhynchopsitta
- Рудощока перепелиця (Rhynchortyx)
- Армілка (Rhynchostruthus)
- Rhyncotus
- Rhynochetos
- Планідера (Rhytipterna)
- Мексиканський квічаль (Ridgwayia)
- Берегова ластівка (Riparia)
- Трипалий мартин (Rissa)
- Короткокрила пірникоза (Rollandia)
- Rollulus
- Рораїмія (Roraimia)
- Мальованець (Rostratula)
- Шуліка-слимакоїд (Rostrhamus)
- Ефіопський пастушок (Rougetius)
- Гузька вівсянка (Rowettia)
- Рукія (Rukia)
- Гребенечуб (Rupicola)
- Гребінчастий турако (Ruwenzorornis)
- Водоріз (Rynchops)

## S
- Птах-секретар (Sagittarius)
- Сорокуш-малюк (Sakesphorus)
- Орішець (Salpinctes)
- Гримперія (Salpornis)
- Зернолуск (Saltator)
- Чако (Saltatricula)
- Смугаста качка (Salvadorina)
- Сапая (Sapayoa)
- Sapheopipo
- Сафо (Sappho)
- Sarcogyps
- Колето (Sarcops)
- Sarcoramphus
- Шишкодзьоба качка (Sarkidiornis)
- Азійський мерл (Saroglossa)
- Африканський погонич (Sarothrura)
- Жовтоногий добаш (Sasia)
- Сатрапа (Satrapa)
- Амазилія-берил (Saucerottia)
- Трав'янка (Saxicola)
- Феб (Sayornis)
- Дроздовий тапакуло (Scelorchilus)
- Sceptomycter
- Руда ванга (Schetba)
- Манакін-свистун (Schiffornis)
- Schistes
- Тангар (Schistochlamys)
- Широкохвіст (Schoenicola)
- Периліо (Schoeniophylax)
- Зімбабвійський серпокрилець (Schoutedenapus)
- Товстодзьоба майна (Scissirostrum)
- Сріблястий аляпі (Sclateria)
- Листовик (Sclerurus)
- Слуква, Scolopax
- Молотоголов, Scopus
- Вертунка, Scotocerca
- Сова-рибоїд, Scotopelia
- Тапакуло (Scytalopus)
- Зозуля-велет (Scythrops)
- Смугастоволець (Seiurus)
- Колібрі-крихітка (Selasphorus)
- Оливковокрилий тукан, Selenidera
- Чароптах, Seleucidis
- Вимпельник, Semioptera
- Кабезон, Semnornis
- Вогнеголовий колібрі (Sephanoides)
- Кущовик (Sericornis)
- Білоголовий тангар (Sericossypha)
- Альтанник (Sericulus)
- Синьокрилий рогодзьоб (Serilophus)
- Щедрик (Serinus)
- Тираник (Serpophaga)
- Пісняр (рід птахів) (Setophaga)
- Гачкодзьобий бюльбюль (Setornis)
- Акалат (Sheppardia)
- Блакитник (Sialia)
- Посвірж (Sicalis)
- Острівний пораке (Siphonorhis)
- Довгодзьобий малюр (Sipodotus)
- Гончар-білобровець (Siptornis)
- Тиран-свистун (Sirystes)
- Повзик (Sitta)
- Оливковий дереволаз (Sittasomus)
- Sittiparus
- Короткодзьобий ріроріро (Smicrornis)
- Широкодзьоб (Smithornis)
- Smutsornis
- Оливкова пига (Snowornis)
- Пухівка (Somateria)
- Spartonoica
- Ефіопський шпак (Speculipastor)
- Баблер-рихталик (Spelaeornis)
- Сріблодзьоб (Spermestes)
- Синьодзьоб (Spermophaga)
- Телюга (Sphecotheres)
- Пінгвін (Spheniscus)
- Капська очеретянка (Sphenoeacus)
- Sphyrapicus
- Мала принія (Spiloptila)
- Spilornis
- Антильська танагра (Spindalis)
- Лускун (Spiza)
- Орел-чубань (Spizaetus)
- Spizella
- Плямистокрилий сокіл (Spiziapteryx)
- Бюльбюль-товстодзьоб (Spizixos)
- Терера (Spizocorys)
- Sporaeginthus
- Зерноїд (Sporophila)
- Магалі-вусань (Sporopipes)
- Spreo
- Тимелія-темнодзьоб (Stachyris)
- Жовтоголовий барбікан (Stactolaema)
- Вогнегуз (Stagonopleura)
- Starnoenas
- Гуахаро (Steatornis)
- Степова ластівка (Stelgidopteryx)
- Чорноніжка (Stenostira)
- Вінценосний орел (Stephanoaetus)
- Діадемова танагра (Stephanophorus)
- Сапфіровочубий колібрі (Stephanoxis)
- Поморник (Stercorarius)
- Крячок (Sterna)
- Аметистововолий колібрі (Sternoclyta)
- Sternula
- Пато (Stictonetta)
- Каландрита (Stigmatura)
- Австралійський дерихвіст (Stiltia)
- Колоратка (Stiphrornis)
- Малюр-м'якохвіст (Stipiturus)
- Куравонг (Strepera)
- Строката майна (Streptocitta)
- Горлиця (рід) (Streptopelia)
- Плямистошиїй свіфт (Streptoprocne)
- Бугенвільський медолиз (Stresemannia)
- Strigops
- Сова (Strix)
- Апостол (птах) (Struthidea)
- Шпаркос (Sturnella)
- Шпачок (Sturnia)
- Шпак (Sturnus)
- Тиранчик-короткодзьоб (Sublegatus)
- Suiriri
- Сула (Sula)
- Яструбина сова (Surnia)
- Зозуля-дронго (Surniculus)
- Swynnertonia
- Кропив'янка (Sylvia)
- Кромбек (Sylvietta)
- Тієрал (Sylviorthorhynchus)
- Оливкова синиця (Sylviparus)
- Тороторо (Syma)
- Пію (Synallaxis)
- Чагарниковий філідор (Syndactyla)
- Моржик (Synthliboramphus)
- Флорікан (Sypheotides)
- Чапля-свистун (Syrigma)
- Мікадо (Syrmaticus)
- Саджа (Syrrhaptes)

## T
- Серпокрилець-крихітка (Tachornis)
- Тачурі (Tachuris)
- Мала пірникоза (Tachybaptus)
- Білозорка (Tachycineta)
- Качка-пароплав (Tachyeres)
- Білочеревий серпокрилець (Tachymarptis)
- Танагра-жалібниця (Tachyphonus)
- Галагаз (Tadorna)
- Зебровий діамантник (Taeniopygia)
- Чорночубий мухолов (Taeniotriccus)
- Новогвінейський великоніг (Talegalla)
- Танагра (Tangara)
- Папуга-червонодзьоб (Tanygnathus)
- Альціон-галатея (Tanysiptera)
- Карликовий інамбу (Taoniscus)
- Тахете (Tapera)
- Вилохвостий колібрі-тонкодзьоб (Taphrolesbia)
- Тараба (Taraba)
- Синьохвіст (Tarsiger)
- Турако (Tauraco)
- Чагра (Tchagra)
- Плямистоволий голкохвіст (Telacanthura)
- Бурий галіто (Teledromas)
- Telespiza
- Бокмакірі (Telophorus)
- Temenuchus
- Колючохвоста сорока (Temnurus)
- Ванговець (Tephrodornis)
- Манузельський окулярець (Tephrozosterops)
- Terathopius
- Рудохвостий москверито (Terenotriccus)
- Мурахолюб (Terenura)
- Ситівка (Teretistris)
- Монарх-довгохвіст (Terpsiphone)
- Терзина (Tersina)
- Тезія (Tesia)
- Тетерук (Tetrao)
- Tetraogallus
- Кундик (Tetraophasis)
- Хохітва (Tetrax)
- Thalassarche
- Рябодзьобий крячок (Thalasseus)
- Буревісник антарктичний (Thalassoica)
- Thalassornis
- Колібрі-лісовичок (Thalurania)
- Рудий кущівник (Thamnistes)
- Камінчак (Thamnolaea)
- Кущівник (Thamnomanes)
- Сорокуш (Thamnophilus)
- Киритіка (Thamnornis)
- Перуанський колібрі (Thaumastura)
- Жовтошиїй ібіс (Theristicus)
- Болотяний бюльбюль (Thescelocichla)
- Тинокор (Thinocorus)
- Thinornis
- Каптурник (Thlypopsis)
- Саяка (Thraupis)
- Чорногорлий ерміт (Threnetes)
- Ібіс (Threskiornis)
- Птах-гончар (Thripadectes)
- Кошикороб (Thripophaga)
- Підбуреник (Thryomanes)
- Бамбукове волоочко (Thryorchilus)
- Поплітник (Thryothorus)
- Потрост (Tiaris)
- Стінолаз (Tichodroma)
- Рудоголовий скриточуб (Tickellia)
- Смугаста бушля (Tigriornis)
- Бушля (Tigrisoma)
- Строкатохвостий колібрі (Tilmatura)
- Тимелія (Timalia)
- Медолюб-прямодзьоб (Timeliopsis)
- Трипалий інамбу (Tinamotis)
- Тинаму (Tinamus)
- Бекарда (Tityra)
- Золотистий щеврик (Tmetothylacus)
- Токо (Tockus)
- Чорнодзьобий альціон (Todiramphus)
- Мухолов-клинодзьоб (Todirostrum)
- Тоді (Todus)
- Мухоїд (Tolmomyias)
- Колібрі-топаз (Topaza)
- Африканський гриф (Torgos)
- Кубинська вівсянка (Torreornis)
- Неотропічний папуга (Touit)
- Фруктоїд-довгодзьоб (Toxorhamphus)
- Тремблер (Toxostoma)
- Барбудо (Trachyphonus)
- Трагопан (Tragopan)
- Висвистувач (Tregellasia)
- Вінаго (Treron)
- Береговий медовець (Trichodere)
- Лорікет (Trichoglossus)
- Лібія-зубодзьоб (Tricholaema)
- Волохатий оливник (Tricholestes)
- Амазонійська танагра (Trichothraupis)
- Синьочеревий папуга (Triclaria)
- Trigonoceps
- Коловодник (Tringa)
- Колібрі (Trochilus)
- Чубатий монарх (Trochocercus)
- Волове очко (Troglodytes)
- Трогон (Trogon)
- Тругон (Trugon)
- Tryngites
- Тумбезія (Tumbezia)
- Рудолобий віреончик (Tunchiornis)
- Темний голуб (Turacoena)
- Кратеропа (Turdoides)
- Дрізд (Turdus)
- Триперстка (Turnix)
- Африканська горлиця (Turtur)
- Кінкімаво (Tylas)
- Лучний тетерук (Tympanuchus)
- Манакін-стрибун (Tyranneutes)
- Tyrannopsis
- Жовтоголовий тиран (Tyrannulus)
- Тиран (Tyrannus)
- Сипуха (Tyto)

## U
- Землелаз (Upucerthia)
- Одуд (рід) (Upupa)
- Астрильд-метелик (Uraeginthus)
- Чечевиця (Uragus)
- Довгохвоста підкіпка (Uratelornis)
- Кайра (Uria)
- Білохвостий колібрі (Urochroa)
- Кіта (Urocissa)
- Паяро (Urocolius)
- Гірська чечевиця (Urocynchramus)
- Папуанська сова (Uroglaux)
- Зелена принія (Urolais)
- Довгохвоста горличка (Uropelia)
- Дрімлюга-лірохвіст (Uropsalis)
- Білочереве волоочко (Uropsila)
- Очеретянка-куцохвіст (Urosphena)
- Колібрі-зіркохвіст (Urosticte)
- Чорний плюшівник (Urothraupis)
- Довгохвостий яструб (Urotriorchis)

## V
- Чайка (рід) (Vanellus)
- Ванга (Vanga)
- Дзьоган (Veniliornis)
- Червоїд (Vermivora)
- Африканський добаш (Verreauxia)
- Vestiaria
- Вдовичка (Vidua)
- Лорі-віні (Vini)
- Віреон (Vireo)
- Гачкодзьобий віреон (Vireolanius)
- Якарина (Volatinia)
- Кондор (Vultur)

## W
- Вогнистогорла танагра (Wetmorethraupis)

## X
- Тордо (Xanthocephalus)
- Xanthomyza
- Шафрановий тордо (Xanthopsar)
- Плямистий медолюб (Xanthotis)
- Вилохвостий мартин (Xema)
- Сірохвіст (Xenerpestes)
- Гонець (Xenicus)
- Перуанський цукрист (Xenodacnis)
- Перуанський сичик-ельф (Xenoglaux)
- Білокрилий пісняр (Xenoligea)
- Африканська куріпка (Xenoperdix)
- Чорний манакін (Xenopipo)
- Ванга-вузькодзьоб (Xenopirostris)
- Піколезна (Xenops)
- Білоголовий бекард (Xenopsaris)
- Чоко (Xenornis)
- Тонкодзьоба вівсянка-інка (Xenospingus)
- Мексиканський пасовник (Xenospiza)
- Москверо-чубань (Xenotriccus)
- Мородунка (Xenus)
- Xiphidiopicus
- Дереволаз-міцнодзьоб (Xiphocolaptes)
- Котинга-білокрил (Xipholena)
- Кокоа (Xiphorhynchus)
- Xolmis

## Y
- Югина (Yuhina)

## Z
- Плямистий андець (Zaratornis)
- Чагарникова джиджітка (Zavattariornis)
- Гова (Zebrilus)
- Коронник-куцохвіст (Zeledonia)
- Зенаїда (Zenaida)
- Тиран-малюк (Zimmerius)
- Лісова бушля (Zonerodius)
- Бруант (Zonotrichia)
- Бурий голкохвіст (Zoonavena)
- Квічаль (Zoothera)
- Окулярник (Zosterops)